# رابرت آدامز (نویسنده)
رابرت آدامز (انگلیسی: Robert Adams (science fiction writer)؛ ۳۱ اوت ۱۹۳۳ – ۴ ژانویهٔ ۱۹۹۰) رمان‌نویس اهل ایالات متحده آمریکا بود.